# Hockey sobre hielo en los Juegos Olímpicos
Los torneos de hockey sobre hielo se han venido celebrando en el marco de unos Juegos Olímpicos desde 1920. El torneo masculino se celebró por primera vez en los Juegos Olímpicos de Verano de Amberes en 1920 para ser cuatro años después incluido en el programa de los primeros Juegos Olímpicos de Invierno celebrados en Chamonix. El torneo femenino hizo su debut en los Juegos Olímpicos de Nagano en 1998. Originalmente los Juegos Olímpicos estaban reservados para atletas amateur, por lo que hasta el año 1998 no se permitió la participación de jugadores de la NHL y de otras ligas profesionales. Desde 1924 hasta 1988 el torneo comenzaba con una primera fase de grupos que se disputaba bajo el formato de liguilla para luego los mejores equipos pasar a otro grupo donde se disputaban las medallas también bajo el formato de liguilla. Los partidos se rigen bajo la normativa de la Federación Internacional de Hockey sobre Hielo, que difiere en algunos aspectos de la reglamentación utilizada en la NHL. Los torneos están supervisados por la Agencia Mundial Antidopaje en materia de dopaje. Desde los Juegos Olímpicos de Sapporo en 1972 varios son los jugadores que han dado positivo en los controles antidopaje.
En el torneo masculino la selección de Canadá fue la más laureada durante las primeras tres décadas, ganando seis de las siete medallas de oro disputadas. El único oro no logrado por Canadá lo consiguió la selección del Reino Unido. Entre 1920 y 1968 el torneo olímpico sirvió también como Campeonato del mundo de ese año. La primera participación de la Unión Soviética se produjo en los Juegos Olímpicos de 1956 y desplazó a Canadá como dominador del hockey mundial, ganando siete medallas de oro de nueve torneos disputados. Sólo los Estados Unidos en 1960 y 1980 pudieron romper la hegemonía soviética. Tras la desaparición de la Unión Soviética otros países como Suecia y la República Checa han escrito su nombre como campeones olímpicos.
En 1986 el Comité Olímpico Internacional votó a favor de permitir a todos los deportistas su participación en los Juegos Olímpicos celebrados a partir de 1988, aunque compitieran en ligas profesionales. Inicialmente la NHL se mostró reacia a permitir que sus jugadores participaran puesto que los Juegos Olímpicos se celebran habitualmente cuando la liga se encuentra a mitad de su temporada. Sin embargo a partir de 1998 la NHL permitió a sus jugadores disputar los Juegos. Para ello el formato del torneo se acomodó a la agenda de la NHL, disputándose una primera fase con la ausencia de los seis equipos más potentes (Canadá, República Checa, Finlandia, Rusia, Suecia y Estados Unidos) que si que tomaban parte en la fase final una vez que pudieran disponer de todos sus jugadores que jugaban en la NHL. El formato se modificó en 2006 pasando a jugar todas las selecciones una primera fase preliminar de cinco partidos disponiendo desde un principio de los jugadores de la NHL.

## Inicios como deporte olímpico
El primer torneo olímpico de hockey sobre hielo se disputó en los Juegos de Verano de 1920 celebrados en Amberes, Bélgica. En ese momento la organización internacional del hockey sobre hielo era relativamente nueva. La Federación Internacional de Hockey sobre Hielo, el órgano que gobierna el deporte, había sido creada el 15 de mayo de 1908 bajo el nombre de Ligue Internationale de Hockey sur Glace. En el Congreso del Comité Olímpico Internacional celebrado en París en 1914, el hockey sobre hielo fue añadido a la lista de deportes que los organizadores de cada Juegos podían incluir en los mismos. La decisión de incluir el hockey sobre hielo en los Juegos Olímpicos de Amberes en 1920 se tomó tan sólo tres meses antes del comienzo de los mismos. Varias fueron las causas que favorecieron dicha inclusión, por una parte cinco naciones europeas se habían comprometido a participar en el torneo y por otra los responsables del Palacio de Hielo de Amberes se negaron a la construcción del mismo para las pruebas de patinaje artístico si el hockey no era incluido. La IIHF considera el torneo de 1920 como el primer Campeonato del mundo de la especialidad, ambos torneos, el olímpico y el mundial, coincidirían hasta 1968. Los Juegos Olímpicos estaban inicialmente reservados a deportistas amateur por lo que los jugadores de ligas profesionales como la NHL no podían participar en los mismos.
Los primeros Juegos de Invierno tuvieron lugar en 1924 en la ciudad francesa de Chamonix. En el artículo 6 del capítulo 1 de la carta olímpica se define deporte de invierno como aquel “ que se practica sobre hielo o nieve”. El hockey sobre hielo al igual que el patinaje artístico han estado siempre incluidos en el programa olímpico de los Juegos de Invierno. El COI determinó que los Juegos de Invierno se celebraran cada cuatro años coincidiendo con los de verano. Esta premisa se mantuvo hasta 1992 fecha desde la cual los Juegos de Invierno y los de Verano se celebran en diferentes años.

## Torneos

### Juegos Olímpicos de 1920

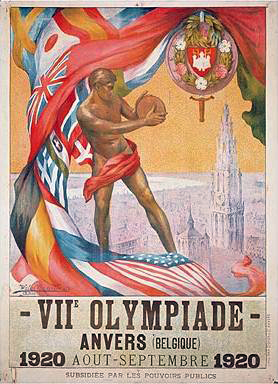
Cartel de los Juegos Olímpicos de Amberes 1920.

El torneo masculino de hockey sobre hielo celebrado en los Juegos Olímpicos de Verano de 1920 fue organizado por un comité que incluía al futuro presidente de la IIHF el belga Paul Loicq. El torneo se disputó bajo el sistema Bergvall, en el que se jugaban tres rondas. La primera ronda era un torneo de eliminación directa que determinaba cual era el equipo ganador de la medalla de oro. La segunda ronda enfrentaba a aquellos equipos que habían sido derrotados por el vencedor de la medalla de oro para luchar por la medalla de plata. Por último la tercera ronda la jugaban aquellos equipos que habían perdido frente a los vencedores de las medallas de oro y plata, logrando el bronce el equipo ganador de esta tercera ronda.
El torneo se disputó entre el 23 y el 29 de abril, y participaron un total de siete equipos: Canadá, Checoslovaquia, Estados Unidos, Suiza, Suecia, Francia y Bélgica. Canadá envió como representantes a los miembros de los Winnipeg Falcons que habían logrado la victoria en la Allan Cup. Los Estados Unidos enviaron un equipo formado por sus mejores jugadores, entre los cuales se encontraban  cuatro nacidos en Canadá. En el equipo de  Suecia la mayor parte de sus jugadores provenían del bandy y la primera vez que jugaron al hockey hielo fue durante la preparación para los Juegos. Canadá ganó sus tres partidos de la primera ronda del torneo y se hizo con la medalla de oro derrotando a Suecia en la final. A lo largo del torneo el equipo canadiense logró un balance de 27 goles a favor y sólo uno en contra. En las otras dos rondas Estados Unidos logró la medalla de plata y Checoslovaquia la de bronce. El sistema Bergvall fue criticado especialmente por Suecia, puesto que su seleccionado tuvo que jugar un total de seis partidos, logrando la victoria en tres de ellos,  mientras que la selección de Checoslovaquia que logró el bronce  sólo ganó uno de los tres que jugó.  Erik Bergvall, creador del sistema que el mismo había sido utilizado de forma incorrecta y que el torneo por la medalla de plata debería haber sido disputado por todos los equipos derrotados en la primera ronda. Por la críticas generadas, el sistema Bergvall no fue vuelto a utilizar en un torneo de hockey sobre hielo.

### 1924-1952
El torneo celebrado en los  Juegos de 1924 se disputó bajo el formato de liguilla, consistente en dos fases una preliminar con dos grupos de cuatro equipos y otra final donde jugaban los dos primeros de cada grupo, para establecer el orden de las medallas. Para ello se tuvieron en cuenta las victorias y derrotas obtenidas en esta última fase. Este formato se mantuvo hasta los Juegos de 1992, aunque el número de equipos varió a lo largo de los años. Los Toronto Granites fueron los representantes de Canadá, y se convirtieron en uno de los equipos más poderosos de la historia olímpica al lograr un balance de 110 goles a favor por solo 3 en contra, siendo Harry Watson el máximo goleador del torneo con  36 goles. El equipo de Estados Unidos obtuvo la plata y el de Gran Bretaña el bronce.

### 2018-2022
El torneo olímpico de hockey sobre hielo en PyeongChang en 2018 se llevó a cabo sin la participación de jugadores de la NHL, por primera vez desde los Juegos Olímpicos de Invierno de 1994 en Lillehammer. Los favoritos para ganar la medalla de oro eran los rusos debido a que su liga nacional, la KHL, se tomó un descanso olímpico y permitió que estrellas como Pavel Datsyuk e Ilya Kovalchuk jugaran en el equipo. Como consecuencia del escándalo de dopaje, el COI prohibió la federación rusa, pero permitió a los atletas rusos competir bajo la bandera olímpica después de pasar las pruebas antidopaje. La final se jugó entre los alemanes, que inesperadamente eliminaron a los canadienses en la semifinal, y los atletas olímpicos de Rusia. En la final, los rusos prevalecieron, derrotaron a Alemania 4-3 y ganaron la medalla de oro después de que Kirill Kaprizov anotara el gol de la victoria en la prórroga. Los jugadores rusos cantaron el himno prohibido durante la ceremonia de entrega de medallas, pero el COI decidió no emprender ninguna acción. Canadá ganó la medalla de bronce sobre la República Checa 6-4.
Aunque originalmente se planeó que los jugadores de la NHL participaran en los Juegos Olímpicos de Invierno de Beijing 2022, la liga y la Asociación de Jugadores de la NHL anunciaron el 21 de diciembre de 2021 que se retirarían del torneo, citando el impacto de la actual pandemia de Covid-19. Finlandia ganó su primera medalla de oro en hockey sobre hielo después de quedar invicto y vencer al Comité Olímpico Ruso en la final. Eslovaquia obtuvo su primera medalla de bronce después de derrotar a Suecia por 4-0.

## Torneo masculino

### Palmarés
| Juegos  | Sede                   | Oro                        | Plata                      | Bronce              |
| ------- | ---------------------- | -------------------------- | -------------------------- | ------------------- |
| JO 1920 | Amberes                | Canadá                     | Estados Unidos             | Checoslovaquia      |
| JO 1924 | Chamonix               | Canadá                     | Estados Unidos             | Reino Unido         |
| JO 1928 | Saint-Moritz           | Canadá                     | Suecia                     | Suiza               |
| JO 1932 | Lake Placid            | Canadá                     | Estados Unidos             | Alemania            |
| JO 1936 | Garmisch-Partenkirchen | Reino Unido                | Canadá                     | Estados Unidos      |
| JO 1948 | Saint-Moritz           | Canadá                     | Checoslovaquia             | Suiza               |
| JO 1952 | Oslo                   | Canadá                     | Estados Unidos             | Suecia              |
| JO 1956 | Cortina d'Ampezzo      | Unión Soviética            | Estados Unidos             | Canadá              |
| JO 1960 | Squaw Valley           | Estados Unidos             | Canadá                     | Unión Soviética     |
| JO 1964 | Innsbruck              | Unión Soviética            | Suecia                     | Checoslovaquia      |
| JO 1968 | Grenoble               | Unión Soviética            | Checoslovaquia             | Canadá              |
| JO 1972 | Sapporo                | Unión Soviética            | Estados Unidos             | Checoslovaquia      |
| JO 1976 | Innsbruck              | Unión Soviética            | Checoslovaquia             | Alemania Occidental |
| JO 1980 | Lake Placid            | Estados Unidos             | Unión Soviética            | Suecia              |
| JO 1984 | Sarajevo               | Unión Soviética            | Checoslovaquia             | Suecia              |
| JO 1988 | Calgary                | Unión Soviética            | Finlandia                  | Suecia              |
| JO 1992 | Albertville            | Equipo Unificado           | Canadá                     | Checoslovaquia      |
| JO 1994 | Lillehammer            | Suecia                     | Canadá                     | Finlandia           |
| JO 1998 | Nagano                 | República Checa            | Rusia                      | Finlandia           |
| JO 2002 | Salt Lake City         | Canadá                     | Estados Unidos             | Rusia               |
| JO 2006 | Turin                  | Suecia                     | Finlandia                  | República Checa     |
| JO 2010 | Vancouver              | Canadá                     | Estados Unidos             | Finlandia           |
| JO 2014 | Sochi                  | Canadá                     | Suecia                     | Finlandia           |
| JO 2018 | Pyeongchang            | Atletas Olímpicos de Rusia | Alemania                   | Canadá              |
| JO 2022 | Pekín                  | Finlandia                  | ROC - Comité Olímpico Ruso | Eslovaquia          |

### Medallero masculino
| Rank. | Equipo                | Oro | Plata | Bronce | Total |
| ----- | --------------------- | --- | ----- | ------ | ----- |
| 1.    | Canadá (CAN)          | 9   | 4     | 3      | 16    |
| 2.    | Rusia (RUS)           | 9   | 3     | 2      | 14    |
| 3.    | Estados Unidos (USA)  | 2   | 8     | 1      | 11    |
| 4.    | Suecia (SWE)          | 2   | 3     | 4      | 9     |
| 5.    | República Checa (CZE) | 1   | 4     | 5      | 10    |
| 6.    | Finlandia (FIN)       | 1   | 2     | 4      | 7     |
| 7.    | Reino Unido (GBR)     | 1   | -     | 1      | 2     |
| 8.    | Alemania (GER)        | -   | 1     | 2      | 3     |
| 9.    | Suiza (SUI)           | -   | -     | 2      | 2     |
| 10.   | Eslovaquia (SVK)      | -   | -     | 1      | 1     |
|       | Total                 | 25  | 25    | 25     | 75    |

### Posiciones y participaciones
| Selecciones                | 20 | 24 | 28 | 32 | 36 | 48 | 52 | 56 | 60 | 64 | 68 | 72 | 76 | 80 | 84 | 88 | 92 | 94 | 98 | 02 | 06 | 10 | 14 | 18 | 22 | Particip. |
| -------------------------- | -- | -- | -- | -- | -- | -- | -- | -- | -- | -- | -- | -- | -- | -- | -- | -- | -- | -- | -- | -- | -- | -- | -- | -- | -- | --------- |
| Canadá                     | 1  | 1  | 1  | 1  | 2  | 1  | 1  | 3  | 2  | 4  | 3  | -- | -- | 6  | 4  | 4  | 2  | 2  | 4  | 1  | 7  | 1  | 1  | 3  | 6  | 23        |
| Estados Unidos             | 2  | 2  | -- | 2  | 3  | DC | 2  | 2  | 1  | 5  | 6  | 2  | 5  | 1  | 7  | 7  | 4  | 8  | 6  | 2  | 8  | 2  | 4  | 7  | 5  | 23        |
| Suecia                     | 4  | 4  | 2  | -- | 5  | 4  | 3  | 4  | 5  | 2  | 4  | 4  | -- | 3  | 3  | 3  | 5  | 1  | 5  | 5  | 1  | 5  | 2  | 5  | 4  | 22        |
| Finlandia                  | -- | -- | -- | -- | -- | -- | 7  | -- | 7  | 6  | 5  | 5  | 4  | 4  | 6  | 2  | 7  | 3  | 3  | 6  | 2  | 3  | 3  | 6  | 1  | 18        |
| Suiza                      | 5  | 7  | 3  | -- | 9  | 3  | 5  | 9  | -- | 8  | -- | 10 | 11 | -- | -- | 8  | 10 | -- | -- | 11 | 6  | 8  | 9  | 10 | 8  | 18        |
| Unión Soviética            | -- | -- | -- | -- | -- | -- | -- | 1  | 3  | 1  | 1  | 1  | 1  | 2  | 1  | 1  | -- | -- | -- | -- | -- | -- | -- | -- | -- | 9         |
| Rusia                      | -- | -- | -- | -- | -- | -- | -- | -- | -- | -- | -- | -- | -- | -- | -- | -- | -- | 4  | 2  | 3  | 4  | 6  | 5  | -- | -- | 6         |
| Equipo Unificado           | -- | -- | -- | -- | -- | -- | -- | -- | -- | -- | -- | -- | -- | -- | -- | -- | 1  | -- | -- | -- | -- | -- | -- | -- | -- | 1         |
| Atletas Olímpicos de Rusia | -- | -- | -- | -- | -- | -- | -- | -- | -- | -- | -- | -- | -- | -- | -- | -- | -- | -- | -- | -- | -- | -- | -- | 1  | 2  | 2         |
| Checoslovaquia             | 3  | 5  | 5  | -- | 4  | 2  | 4  | 5  | 4  | 3  | 2  | 3  | 2  | 5  | 2  | 6  | 3  | -- | -- | -- | -- | -- | -- | -- | -- | 16        |
| República Checa            | -- | -- | -- | -- | -- | -- | -- | -- | -- | -- | -- | -- | -- | -- | -- | -- | -- | 5  | 1  | 7  | 3  | 7  | 6  | 4  | 9  | 8         |
| Noruega                    | -- | -- | -- | -- | -- | -- | 9  | -- | -- | 10 | 11 | 8  | -- | 11 | 12 | 12 | 9  | 11 | -- | -- | -- | 11 | 12 | 8  | -- | 12        |
| Alemania                   | -- | -- | 8  | 3  | 5  | -- | -- | -- | -- | -- | -- | -- | -- | -- | -- | -- | 6  | 7  | 9  | 8  | 10 | 11 | -- | 2  | 10 | 11        |
| Alemania Occidental        | -- | -- | -- | -- | -- | -- | 8  | 6  | 6  | 7  | 7  | 7  | 3  | 10 | 5  | 5  | -- | -- | -- | -- | -- | -- | -- | -- | -- | 10        |
| Alemania Oriental          | -- | -- | -- | -- | -- | -- | -- | -- | -- | -- | 8  | -- | -- | -- | -- | -- | -- | -- | -- | -- | -- | -- | -- | -- | -- | 1         |
| Polonia                    | -- | -- | 8  | 4  | 9  | 6  | 6  | 8  | -- | 9  | -- | 6  | 6  | 7  | 8  | 10 | 11 | -- | -- | -- | -- | -- | -- | -- | -- | 13        |
| Austria                    | -- | -- | 5  | -- | 7  | 7  | -- | 10 | -- | 13 | 13 | -- | 8  | -- | 10 | 9  | -- | 12 | 14 | 12 | -- | -- | 10 | -- | -- | 13        |
| Francia                    | 6  | 5  | 5  | -- | 9  | -- | -- | -- | -- | -- | 14 | -- | -- | -- | -- | 11 | 8  | 10 | 11 | 14 | -- | -- | -- | -- | -- | 10        |
| Italia                     | -- | -- | -- | -- | 9  | 8  | -- | 7  | -- | 15 | -- | -- | -- | -- | 9  | -- | 12 | 9  | 12 | -- | 11 | -- | -- | -- | -- | 9         |
| Japón                      | -- | -- | -- | -- | 9  | -- | -- | -- | 8  | 11 | 10 | 9  | 9  | 12 | -- | -- | -- | -- | 13 | -- | -- | -- | -- | -- | -- | 8         |
| Eslovaquia                 | -- | -- | -- | -- | -- | -- | -- | -- | -- | -- | -- | -- | -- | -- | -- | -- | -- | 6  | 10 | 13 | 5  | 4  | 11 | 11 | 3  | 8         |
| Letonia                    | -- | -- | -- | -- | 9  | -- | -- | -- | -- | -- | -- | -- | -- | -- | -- | -- | -- | -- | -- | 9  | 12 | 12 | 8  | -- | 11 | 6         |
| Yugoslavia                 | -- | -- | -- | -- | -- | -- | -- | -- | -- | 14 | 9  | 11 | 10 | -- | 11 | -- | -- | -- | -- | -- | -- | -- | -- | -- | -- | 5         |
| Reino Unido                | -- | 3  | 4  | -- | 1  | 5  | -- | -- | -- | -- | -- | -- | -- | -- | -- | -- | -- | -- | -- | -- | -- | -- | -- | -- | -- | 4         |
| Rumania                    | -- | -- | -- | -- | -- | -- | -- | -- | -- | 12 | 12 | -- | 7  | 9  | -- | -- | -- | -- | -- | -- | -- | -- | -- | -- | -- | 4         |
| Bélgica                    | 6  | 7  | 8  | -- | 9  | -- | -- | -- | -- | -- | -- | -- | -- | -- | -- | -- | -- | -- | -- | -- | -- | -- | -- | -- | -- | 4         |
| Bielorrusia                | -- | -- | -- | -- | -- | -- | -- | -- | -- | -- | -- | -- | -- | -- | -- | -- | -- | -- | 7  | 4  | -- | 9  | -- | -- | -- | 3         |
| Hungría                    | -- | -- | 11 | -- | 7  | -- | -- | -- | -- | 16 | -- | -- | -- | -- | -- | -- | -- | -- | -- | -- | -- | -- | -- | -- | -- | 3         |
| Kazajistán                 | -- | -- | -- | -- | -- | -- | -- | -- | -- | -- | -- | -- | -- | -- | -- | -- | -- | -- | 8  | -- | 9  | -- | -- | -- | -- | 2         |
| Eslovenia                  | -- | -- | -- | -- | -- | -- | -- | -- | -- | -- | -- | -- | -- | -- | -- | -- | -- | -- | -- | -- | -- | -- | 7  | 9  | -- | 2         |
| Australia                  | -- | -- | -- | -- | -- | -- | -- | -- | 9  | -- | -- | -- | -- | -- | -- | -- | -- | -- | -- | -- | -- | -- | -- | -- | -- | 1         |
| Bulgaria                   | -- | -- | -- | -- | -- | -- | -- | -- | -- | -- | -- | -- | 12 | -- | -- | -- | -- | -- | -- | -- | -- | -- | -- | -- | -- | 1         |
| Países Bajos               | -- | -- | -- | -- | -- | -- | -- | -- | -- | -- | -- | -- | -- | 8  | -- | -- | -- | -- | -- | -- | -- | -- | -- | -- | -- | 1         |
| Ucrania                    | -- | -- | -- | -- | -- | -- | -- | -- | -- | -- | -- | -- | -- | -- | -- | -- | -- | -- | -- | 10 | -- | -- | -- | -- | -- | 1         |
| Corea del Sur              | -- | -- | -- | -- | -- | -- | -- | -- | -- | -- | -- | -- | -- | -- | -- | -- | -- | -- | -- | -- | -- | -- | -- | 12 | -- | 1         |
| Dinamarca                  | -- | -- | -- | -- | -- | -- | -- | -- | -- | -- | -- | -- | -- | -- | -- | -- | -- | -- | -- | -- | -- | -- | -- | -- | 7  | 1         |
| República Popular China    | -- | -- | -- | -- | -- | -- | -- | -- | -- | -- | -- | -- | -- | -- | -- | -- | -- | -- | -- | -- | -- | -- | -- | -- | 12 | 1         |
|                            |    |    |    |    |    |    |    |    |    |    |    |    |    |    |    |    |    |    |    |    |    |    |    |    |    |           |
| N° de Participantes        | 7  | 8  | 11 | 4  | 15 | 9  | 9  | 10 | 9  | 16 | 14 | 11 | 12 | 12 | 12 | 12 | 12 | 12 | 14 | 14 | 12 | 12 | 12 | 12 | 12 |           |
| Edición                    | 20 | 24 | 28 | 32 | 36 | 48 | 52 | 56 | 60 | 64 | 68 | 72 | 76 | 80 | 84 | 88 | 92 | 94 | 98 | 02 | 06 | 10 | 14 | 18 | 22 | Particip. |

## Torneo femenino

### Palmarés
| Juegos  | Sede           | Oro            | Plata          | Bronce         |
| ------- | -------------- | -------------- | -------------- | -------------- |
| JO 1998 | Nagano         | Estados Unidos | Canadá         | Finlandia      |
| JO 2002 | Salt Lake City | Canadá         | Estados Unidos | Suecia         |
| JO 2006 | Turin          | Canadá         | Suecia         | Estados Unidos |
| JO 2010 | Vancouver      | Canadá         | Estados Unidos | Finlandia      |
| JO 2014 | Sochi          | Canadá         | Estados Unidos | Suiza          |
| JO 2018 | Pyeongchang    | Estados Unidos | Canadá         | Finlandia      |
| JO 2022 | Pekín          | Canadá         | Estados Unidos | Finlandia      |

### Medallero femenino

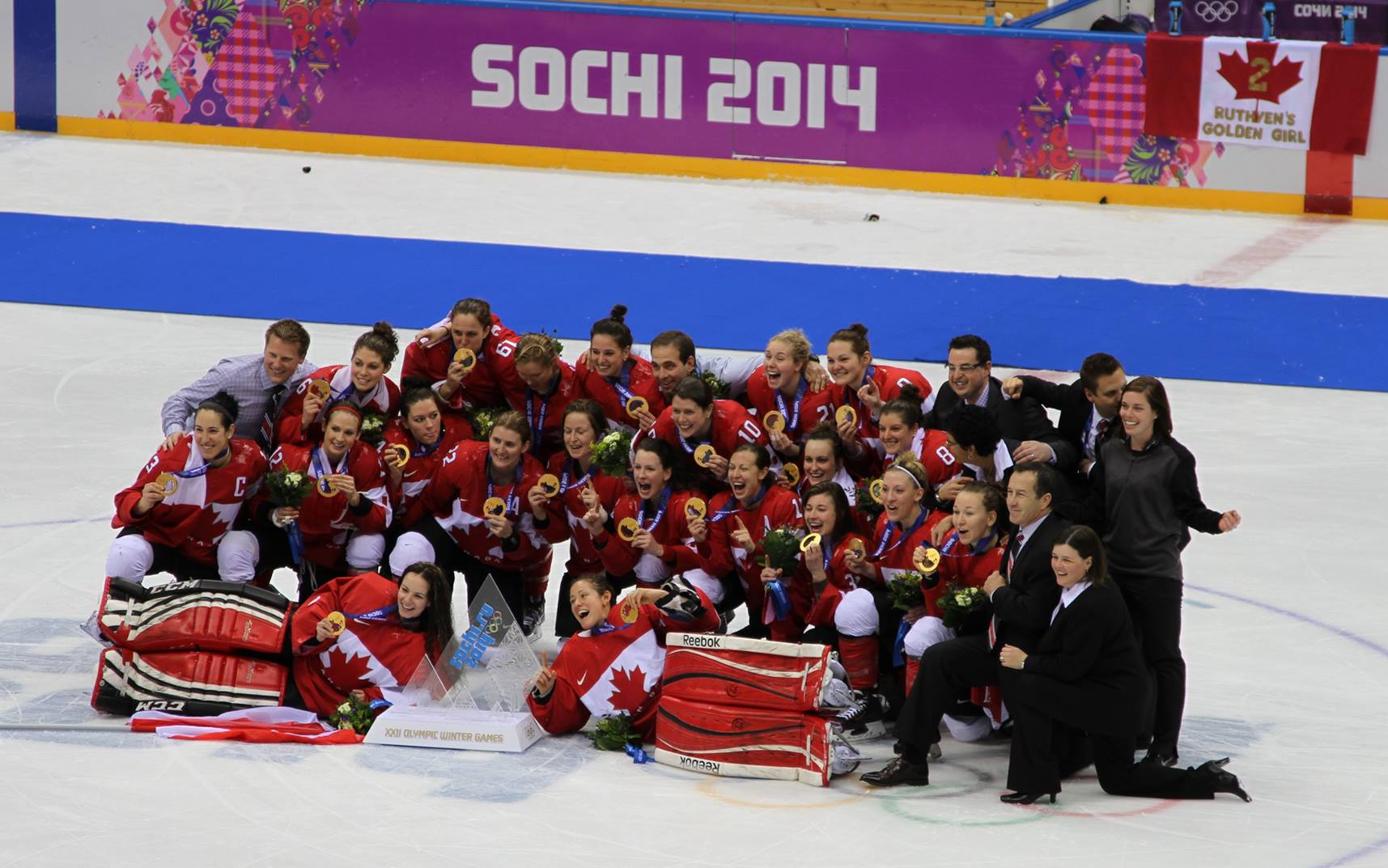
Celebración del equipo femenino de Canadá tras la obtención de la medalla de oro en Sochi 2014.

| Rank. | Equipo               | Oro | Plata | Bronce | Total |
| ----- | -------------------- | --- | ----- | ------ | ----- |
| 1.    | Canadá (CAN)         | 5   | 2     | -      | 7     |
| 2.    | Estados Unidos (USA) | 2   | 4     | 1      | 7     |
| 3.    | Suecia (SWE)         | -   | 1     | 1      | 2     |
| 4.    | Finlandia (FIN)      | -   | -     | 4      | 4     |
| 5.    | Suiza (SUI)          | -   | -     | 1      | 1     |
|       | Total                | 7   | 7     | 7      | 21    |

### Posiciones y participaciones
| Canadá                     | 2  | 1  | 1  | 1  | 1  | 2  | 1  | 7         |  |  |  |  |  |  |  |  |  |  |  |  |  |
| Estados Unidos             | 1  | 2  | 3  | 2  | 2  | 1  | 2  | 7         |  |  |  |  |  |  |  |  |  |  |  |  |  |
| Suecia                     | 5  | 3  | 2  | 4  | 4  | 7  | 8  | 7         |  |  |  |  |  |  |  |  |  |  |  |  |  |
| Finlandia                  | 3  | 4  | 4  | 3  | 5  | 3  | 3  | 7         |  |  |  |  |  |  |  |  |  |  |  |  |  |
| Rusia                      | -- | 5  | 6  | 6  | 6  | 4  | X  | 5         |  |  |  |  |  |  |  |  |  |  |  |  |  |
| ROC - Comité Olímpico Ruso | -- | -- | -- | -- | -- | -- | 5  | 1         |  |  |  |  |  |  |  |  |  |  |  |  |  |
| República Popular China    | 4  | 7  | -- | 7  | -- | -- | 9  | 4         |  |  |  |  |  |  |  |  |  |  |  |  |  |
| Alemania                   | -- | 6  | 5  | -- | 7  | -- | -- | 3         |  |  |  |  |  |  |  |  |  |  |  |  |  |
| Suiza                      | -- | -- | 7  | 5  | 3  | 5  | 4  | 5         |  |  |  |  |  |  |  |  |  |  |  |  |  |
| Japón                      | 6  | -- | -- | -- | 8  | 6  | 6  | 4         |  |  |  |  |  |  |  |  |  |  |  |  |  |
| Kazajistán                 | -- | 8  | -- | -- | -- | -- | -- | 1         |  |  |  |  |  |  |  |  |  |  |  |  |  |
| Italia                     | -- | -- | 8  | -- | -- | -- | -- | 1         |  |  |  |  |  |  |  |  |  |  |  |  |  |
| Eslovaquia                 | -- | -- | -- | 8  | -- | -- | -- | 1         |  |  |  |  |  |  |  |  |  |  |  |  |  |
| Corea del Sur              | -- | -- | -- | -- | -- | 8  | -- | 1         |  |  |  |  |  |  |  |  |  |  |  |  |  |
| República Checa            | -- | -- | -- | -- | -- | -- | 7  | 1         |  |  |  |  |  |  |  |  |  |  |  |  |  |
| Dinamarca                  | -- | -- | -- | -- | -- | -- | 10 | 1         |  |  |  |  |  |  |  |  |  |  |  |  |  |
|                            |    |    |    |    |    |    |    |           |  |  |  |  |  |  |  |  |  |  |  |  |  |
| N° de Participantes        | 6  | 8  | 8  | 8  | 8  | 8  | 10 | 56        |  |  |  |  |  |  |  |  |  |  |  |  |  |
| Edición                    | 98 | 02 | 06 | 10 | 14 | 18 | 22 | Particip. |  |  |  |  |  |  |  |  |  |  |  |  |  |

## Líderes estadísticos

### Hombres
Número de Juegos disputados.
- 6 Ramino Helminen[19]

Partidos
- 40 Ramino Helminen[20]

Puntos
- 42 Teemu Selanne (23 goles y 19 asistencias).[21]

Goles
- 39 Herb Drury[20]

Asistencias
- 21 Valeri Kharlamov, Saku Koivu y Viacheslav Fetisov.[22][23]

### Mujeres
Puntos
- 51 Hayley Wickenheiser[20][24]

Goles
- 32 Hayley Wickenheiser.

Asistencias
- 19 Hayley Wickenheiser.